# تسوینگلی ۷۹۰۸
سیارک ۷۹۰۸ (به انگلیسی: 7908 Zwingli، نامگذاری:4192T-1) هفت هزار و نهصد و هشتمین سیارک کشف شده‌است که در ۲۶ مارس ۱۹۷۱ کشف شد.
قدر مطلق سیارک برابر ۱۴٫۴۰ است.